# بخش رمزنگاری فرماندهی عالی ورماخت

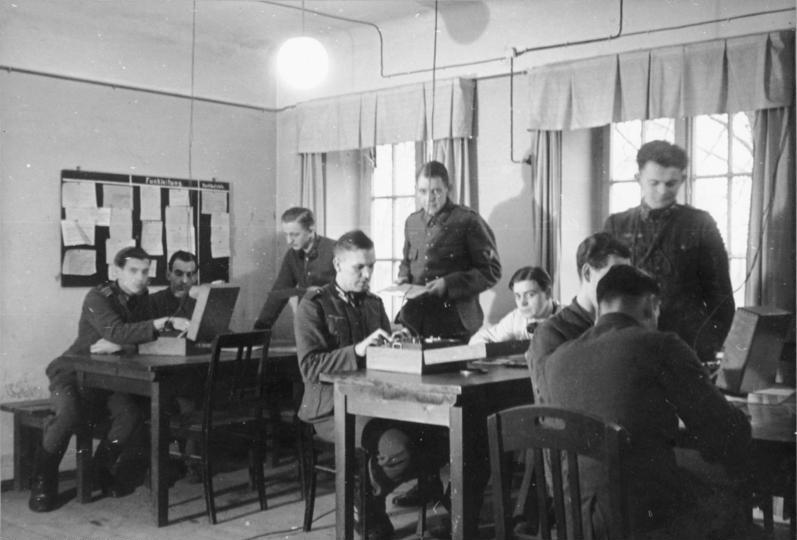
Bundesarchiv Bild 146-2005-0152، سرویس گزارشگری رادیویی مخفی

بخش رمزنگاری فرماندهی عالی ورماخت (به آلمانی: Chiffrierabteilung des Oberkommandos der Wehrmacht) یا به‌اختصار «OKW/Chi» یک ادارهٔ شنود الکترونیک در فرماندهی عالی ورماخت، قبل و حین جنگ جهانی دوم بود.
یکی از وظایف مهم این اداره، تحلیل رمز، رمزنگاری پیام‌های خودی و همچنین رمزگشایی از پیام‌های محرمانه دشمنان بود و نظارت و پشتیبانی از دستگاه‌های گردان سایفر در ماشین انیگما را هم بر عهده داشت.
این اداره در واقع جایگزین «دایرهٔ رمزنگاری» در «وزرات دفاع رایش» شده بود.

## بیشتر بخوانید
- Friedrich L. Bauer : Decrypted Secrets. Methods and Maxims of cryptography. 3 revised and expanded edition. Springer, Berlin et al. 2000, شابک ‎۳−۵۴۰−۶۷۹۳۱−۶ .
- Target Intelligence Committee (TICOM) Archive
- Rebecca Ratcliffe: Searching for Security. The German Investigations into Enigma's security. In: Intelligence and National Security 14 (1999) Issue 1 (Special Issue) S.146-167.
- Rebecca Ratcliffe: How Statistics led the Germans to believe Enigma Secure and Why They Were Wrong: neglecting the practical Mathematics of Ciper machines Add:. Brian J. angle (eds.) The German Enigma Cipher Machine. Artech House: Boston, London of 2005.